# 雷沃利亚尔
雷沃利亚尔，是西班牙埃斯特雷马杜拉卡塞雷斯省的一个市镇。总面积12平方公里，总人口248人（2001年），人口密度21人/平方公里。